# Liste der Flüsse in Myanmar
Dies ist eine Liste der Flüsse in Myanmar. Myanmar wird größtenteils zum Golf von Bengalen und zur Andamanensee entwässert, beide Teil des Indischen Ozeans. Lediglich der äußerste Osten des Landes liegt im Einzugsgebiet des Mekong, der zum Südchinesischen Meer, das Teil des Pazifischen Ozeans ist, fließt.
Im Folgenden eine Liste der Flüsse nach Einzugsgebiet von West nach Ost (1: Mündungsarm)

## Indischer Ozean

### Westküste von Myanmar
- Naf
- Mayu
- Kaladan
- Lemro
- Kaleindaung

### Irrawaddy

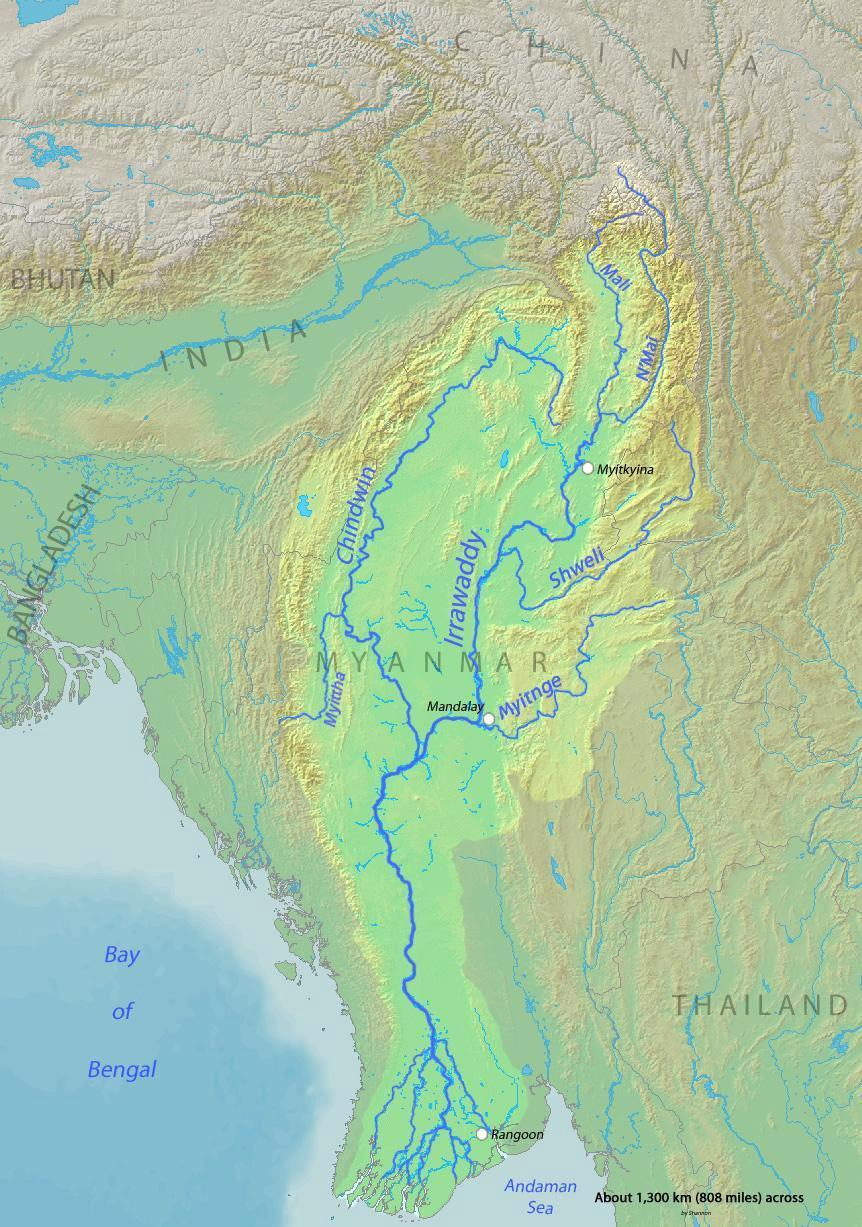
Reliefkarte von Myanmar mit dem Flusssystem des Irrawaddy

- Pyamalaw (Pyanmalot)1
- Pathein1
- Chindwin
  - Myittha
- Mu
- Mali
- N’Mai
- Taping
- Shweli
- Myitnge
  - Zawgyi
- Pin Chaung
- Yin Chaung
- Thandi1

### Südküste zwischen Irrawaddy und Saluen
- Yangon (Rangun)
  - Hlaing
  - Bago (Pegu)
- Sittaung
  - Ye Ngwel Chaung
  - Madauk Chaung
  - Shwegyin Chaung
- Bilin

### Saluen

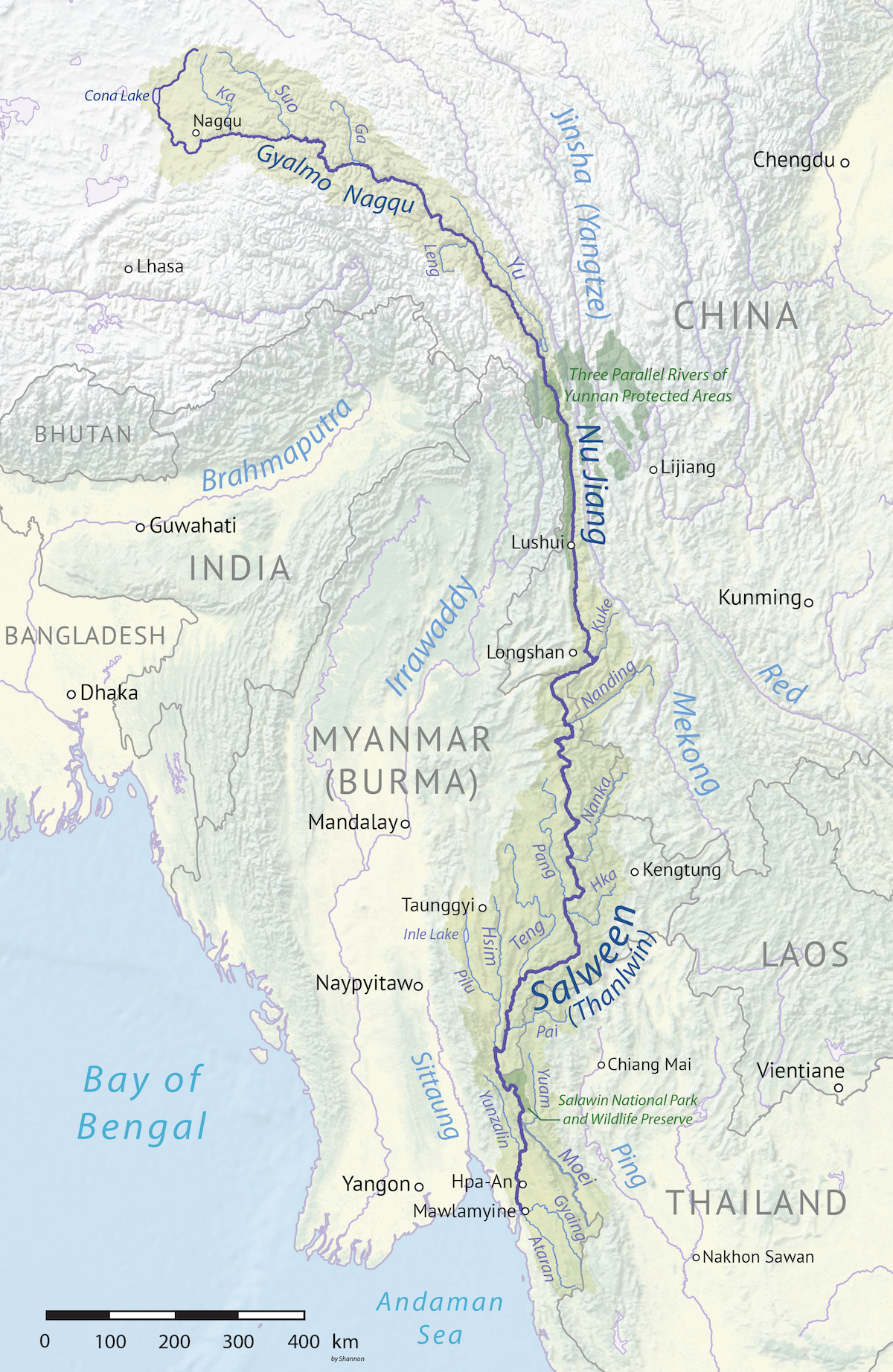
Einzugsgebiet des Saluen

- Yunzalin
- Hsim
  - Pilu
- Teng
- Nam Pang
- Nanding
- Nanka
- Hka
- Pai
- Yuam
- Mae Nam Moei (Thaungyin)
- Gyaing
- Ataran

### Südlich der Saluen-Mündung
- Ye
- Heinze
- Dawei (Tavoy)
- Tanintharyi
- Lenya
- Mae Nam Kra Buri (Pakchan)

## Pazifischer Ozean

### Mekong

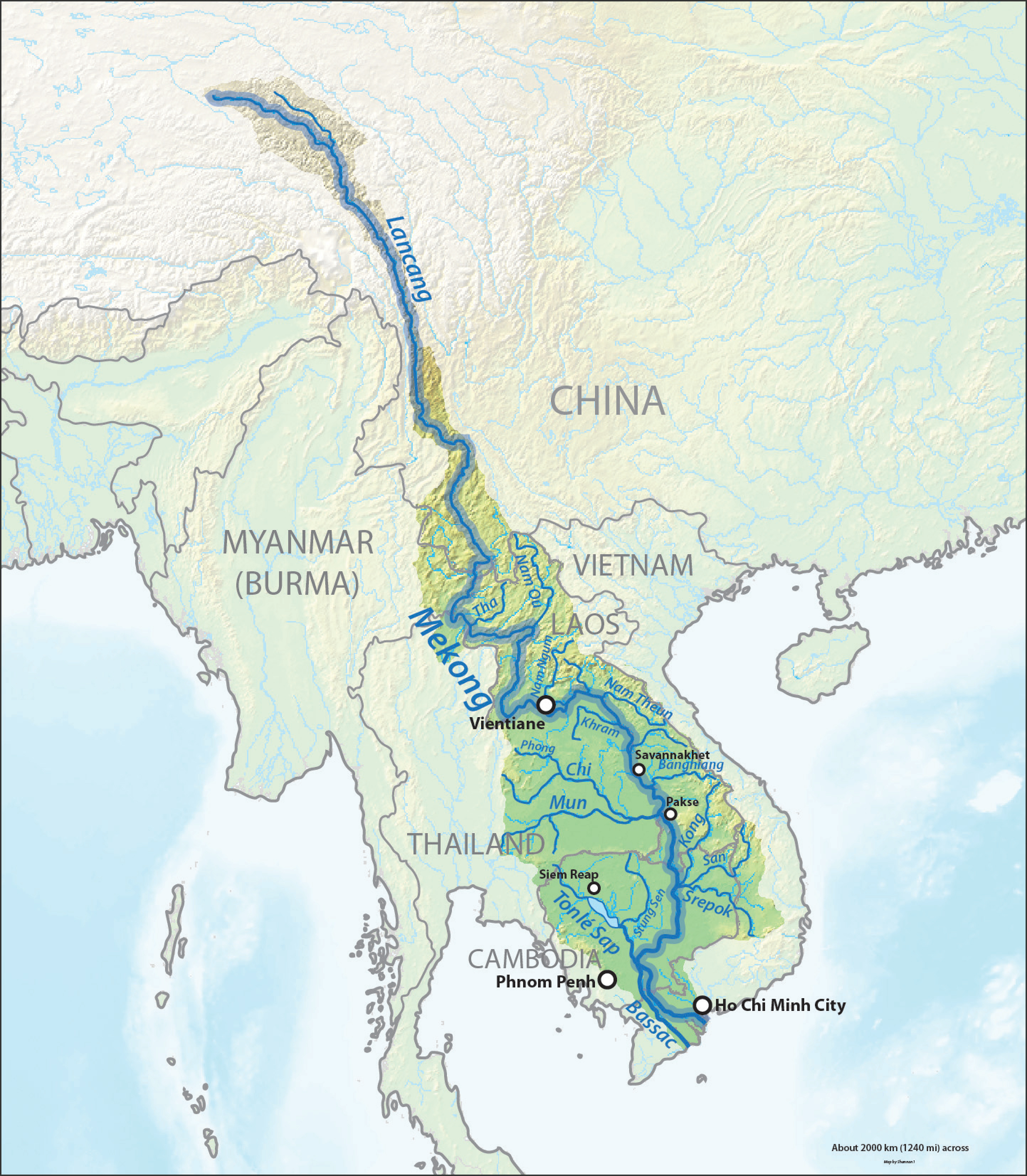
Einzugsgebiet des Mekong

- Mae Nam Kok
- Mae Nam Ruak